# Міто-хан

Мон роду Токуґава

Міто́-ха́н (яп. 水戸藩, みとはん) — хан в Японії, у провінції Хітаті, регіоні Канто. 

## Короткі відомості
- Адміністративний центр: місто Міто.

- Дохід: 350.000 коку.

- Управлявся родом Токуґава, що належав до сімпан і мав статус володаря провінції (国主). Голови роду мали право бути присутніми у великій залі аудієнцій сьоґуна.

- Ліквідований 1871 року.